# Campeonato Catarinense de Futebol de 1929
O Campeonato Catarinense de Futebol de 1929 foi a sexta edição do campeonato de futebol de Santa Catarina e a terceira organizada pela Federação Catarinense de Futebol, à época Federação Catharinense de Desportos. O campeão foi o Caxias Futebol Clube, da cidade de Joinville, ao vencer o Adolpho Konder no estádio homônimo por 7 a 3, no que lhe concerne o campeão citadino de Florianópolis sobre o Tamandaré Futebol Clube. Este também foi o primeiro título conquistado por um clube fora da capital. Daí adiante, se iniciou uma hegemonia única no cenário nacional, onde as agremiações da região superaram a capital e conquistaram a maioria dos títulos estaduais. Raul Schmidlin, do Caxias, foi o artilheiro da competição com três gols.
Participaram como debutantes, as equipes do Lauro Müller e do Sport Club Brusquense, que em 19 de março de 1944 passaria a denominar-se Clube Atlético Carlos Renaux. Foi adotado no regulamento o sistema misto de disputa com torneios regionais, onde o campeão do interior e da capital se classificavam à final.

## Equipes participantes
- O campeonato foi disputado por oito equipes, sendo que o Clube Náutico Marcílio Dias abandonou a competição antes do início do certame e os pontos foram entregues ao Lauro Müller.[5]

| Equipe                | Município     |
| --------------------- | ------------- |
| Adolpho Konder        | Florianópolis |
| América-SC            | Joinville     |
| Brasil Football Club  | Blumenau      |
| Caxias-SC             | Joinville     |
| Lauro Müller          | Itajaí        |
| *Marcílio Dias        | Itajaí        |
| Pery Sport Club       | Mafra         |
| Sport Club Brusquense | Brusque       |

## Final
Em campo, na reinauguração do que antes foi o Campo da Liga, o Adolpho Konder alinhou com o goleiro Alfredinho, os defensores Aldo e Candinho, os meio-campistas Granemann, Cardoso e Adão e enfim os atacantes, Marinheiro, Fanático, Melo, Argemiro e Daniel. Já o visitante Caxias foi campeão com o goleiro Benedicto; os defensores Candinho e Chiquito; os meio-campistas Marinheiro, José e Otto; e os atacantes Meyer, Cyrillo, Raul Schmidlin, Cylo e Reeck.
| 13 de maio de 1930 | Adolpho Konder                                 | 3–7 | Caxias-SC                                                    | Estádio Adolfo Konder, Florianópolis |
|                    | Cidade 15' · Candinho 25' · Benedicto 84' (gc) |     | Cylo 6' 9' · Raul Schmidlin 7' 58' 76' · Reeck · Cyrillo 70' | Árbitro: Oswaldo Meira               |

## Repercussão

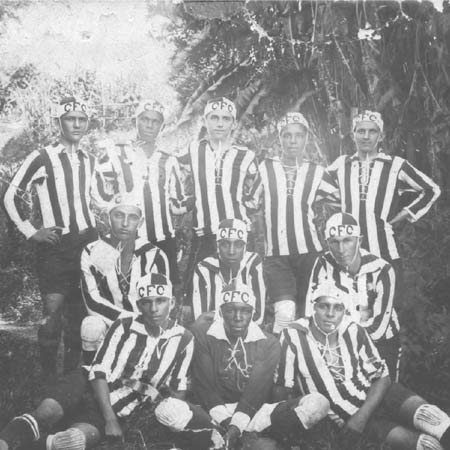
Elenco do Caxias Futebol Clube, campeão estadual de 1929.

O título caxiense causou comoção na capital catarinense, levando cronistas esportivos dos jornais locais a omitirem detalhes e apenas informarem o placar do jogo, exceto os jornais Folha Nova e O Estado, que relataram minuciosamente a conquista do Gualicho. O coronel Pedro Lopes Vieira, chefe da Força Pública, fundador do Adolpho Konder e presidente da Federação Catharinense de Desportos, perdeu a compostura após a derrota, resultando na prisão do goleiro Alfredinho, acusado de falhas que teriam facilitado a vitória joinvillense.

## Campeão
| Campeonato Catarinense de 1929 |
| ------------------------------ |
|                                |
| Caxias-SC Campeão (1º título)  |